# Kriminalvårdslagen
Kriminalvårdslagen var från 1974 Sveriges lag för hur fängelsestraffet skulle verkställas. Bland annat skulle intagna behandlas med aktning för människovärdet, och mötas med förståelse för de svårigheter som kan förekomma vid vistelse på anstalt.
Lagen upphävdes den 1 april 2011, och ersattes av fängelselagen.